# Popovice (Brno-vidéki járás)
Popovice település Csehországban, a Brno-vidéki járásban. Popovice Brno, Želešice, Rebešovice, Modřice és Rajhrad településekkel határos. Lakosainak száma 366 fő (2024. január 1.).

## Népesség
A település lakosságának változását az alábbi diagram mutatja:
| Lakosok száma | 194  | 205  | 245  | 254  | 235  | 247  | 351  | 353  | 335  | 366  |
|               | 1869 | 1890 | 1921 | 1950 | 1980 | 2001 | 2017 | 2019 | 2022 | 2024 |